# Friedrich-August Schack
Friedrich August Schack (27 de marzo de 1892 - 24 de julio de 1968) fue un general alemán durante la II Guerra Mundial. Es conocido por su pírrica defensa de Caen después de la invasión aliada, en septiembre de 1944, y por su breve liderazgo del LXXXI Cuerpo de Ejército en la defensa de Aquisgrán y de la Línea Sigfrido.

## Carrera
Schack se alistó en el ejército el 6 de agosto de 1914 y luchó en la I Guerra Mundial. Después de la guerra fue retenido en el Reichsheer donde sirvió en papeles de oficial júnior. En 1934, Schack fue seleccionado como profesor de tácticas en la escuela de guerra en Dresde. En 1937, alcanzó el rango de teniente coronel.
Schack tomó parte en la invasión de Polonia y en la Operación Barbarroja, la invasión de la Unión Soviética. El 1 de octubre de 1942 se convirtió en comandante de la Escuela de guerra en Potsdam. El 7 de mayo de 1943 pasó a ser comandante de la 216.ª División de Infantería. El 1 de julio de 1943 Schack fue promovido a mayor general y comandante de la 216.ª División de Infantería. Schack lideró su división en el sangriento combate en Orel, julio de 1943, durante la batalla de Kursk, donde sufrió graves pérdidas.
Algunos de los soldados supervivientes fueron enviados a Bélgica, donde pasaron a ser la 272.ª División de Infantería. El 15 de diciembre de 1943 Schack fue seleccionado comandante de la división. Como tal fue promovido, el 1 de enero de 1944, a teniente general. Por el liderazgo de su división durante la defensa de Caen después del día D, Schack fue recompensado, el 21 de septiembre de 1944, con la Cruz de Caballero de la Cruz de Hierro con Hojas de Roble. No obstante, Schack había sufrido grandes pérdidas durante la batalla y sufría una severa fatiga de combate.
El 4 de septiembre de 1944 Schack se convirtió en líder del LXXXI Cuerpo de Ejército, cinco divisiones severamente magulladas, encargadas de la defensa de Aquisgrán y la Línea Sigfrido. Los superiores de Schack se sintieron insatisfechos con su actuación y lo remplazaron por el General Friedrich Köchling. Iniciándose el 15 de noviembre de 1944 Schack lideró el LXXXV Cuerpo de Ejército en el sur de Francia y las Ardenas durante un mes.
El 26 de marzo de 1945 Schack fue asignado para liderar el XXXII Cuerpo de Ejército, en el Óder en las cercanías de Stettin. El 20 de abril de 1945 Schack fue promovido a General de Infantería al mando general del XXXII Cuerpo de Ejército. Al final de la guerra los Aliados lo encarcelaron. Lo liberaron el 24 de marzo de 1948.

## Condecoraciones
- Cruz de Hierro (1914) 2.ª Clase (22 de marzo de 1916) & 1.ª Clase (29 de marzo de 1918)[1]
- Broche de la Cruz de Hierro (1939) 2.ª Clase (10 de octubre de 1939) & 1.ª Clase (25 de junio de 1940)[1]
- Cruz de Caballero de la Cruz de Hierro con Hojas de Roble
  - Cruz de Caballero el 24 de julio de 1941 como Oberst y comandante del 392.º Regimiento de Infantería[2]
  - Hojas de Roble el 21 de septiembre de 1944 como Generalleutnant y comandante de la 272.ª División de Infantería[2]

### Citas
1. 1 2  Thomas 1998, p. 244.
2. 1 2  Scherzer 2007, p. 653.